# Ascogaster shanghanensis
Ascogaster shanghanensis är en stekelart som beskrevs av Ji och Chen 2003. Ascogaster shanghanensis ingår i släktet Ascogaster och familjen bracksteklar. Inga underarter finns listade.